# Carmen Jusué
Carmen Jusué Simonena (Olite, 1955) es una historiadora y arqueóloga española. Directora del centro de la UNED en Pamplona (2015-agosto de 2022).

## Biografía
Nacida en Olite, es hija y nieta de labradores. Estudió en el colegio de Olite, y a los once años en el desaparecido Colegio Santo Ángel (Pamplona) y terminó sus estudios de bachillerato en el Instituto de Tafalla.
Tras licenciarse en Historia con la Memoria de Licenciatura sobre el Recinto amurallado de la Ciudad Olite, realizó el doctorado en la Universidad de Navarra, con una tesis sobre El poblamiento rural de Navarra en la Edad Media. Bases arqueológicas publicada por la Institución Príncipe de Viana en 1988. Comenzó su carrera docente en la Universidad, donde fue profesora del centro de la UNED en Pamplona. Es una de las socias-fundadoras de la Sociedad de Estudios Históricos de Navarra creada en 1988 y organizadora cada cuatro años de los Congresos Generales de Historia de Navarra.
Obtuvo por oposición el puesto de Técnico Superior del Gobierno de Navarra, siendo nombrada posteriormente Jefe de Sección del Libro y Bibliotecas del Gobierno de Navarra. Y jefa de redacción de la Gran Enciclopedia Navarra.
Fue nombrada directora del centro asociado de la UNED en Pamplona (8 de octubre de 2015), donde ha permanecido hasta su jubilación (31 de agosto de 2022).
Casada con el economista Javier Leoz, que fue director financiero de la empresa Movinord, tuvieron en 1984 un hijo, Javier.

## Trayectoria
En lo referente a su trayectoria profesional como especialista en arqueología medieval, entre los años 1980 y 1990 dirigió excavaciones en yacimientos enmarcados en esa época, participando por ello en congresos especializados así como impartiendo conferencias y cursos monográficos de doctorado de asignaturas relacionadas con la Historia de Navarra.
Centrada en la arqueología en Navarra, arqueología medieval y otros campos como la Etnografía, el patrimonio artístico y el Camino de Santiago, las líneas de investigación llevadas a cabo le han llevado a la coordinación de varios congresos, dirección de Cursos de Verano sobre patrimonio o arqueología así como a la publicación de trabajos monográficos sobre estas materias al tiempo que participaba en la elaboración y publicación de obras colectivas, catálogos de exposiciones, etc. 
Ha sido también miembro de:
- la Junta Nacional de ICOMOS, Consejo Internacional de Monumentos y Sitios (mayo 2015);
- el Patronato de la Fundación Arkeolan, que se dedica a «promover y desarrollar estudios e investigaciones arqueológicas especializadas y de alto nivel en Guipúzcoa, Álava y Vizcaya, así como en Navarra y Aquitania»; Miembro del Consejo de redacción de la Colección Textos de Historia de la Medicina desde el año 2004;
- el Comité Científico del Boletín ARQUEOLAN desde 1990.
- el IX Consejo Navarro de Cultura nombrada en febrero de 2013 hasta diciembre de 2015.
- el Patronato de la Fundación para la Conservación del Patrimonio Histórico de Navarra desde 2013 a 2015.
- la Sociedad de Estudios Históricos de Navarra desde su fundación en 1986, estando en su junta directiva entre los años 1990 a 1994 y desde 2011 hasta la actualidad.

Además de todo ello ha desempeñado la presidencia de la Comisión de Patrimonio del IX Consejo Navarro de Cultura desde 2013 a 2015.

## Obras
Colaboradora habitual en las páginas de «Cultura y Opinión» de Diario de Navarra, ha publicado más de un centenar de artículos, y más de una docena de libros. Entre otros:
- Poblamiento rural de Navarra en la Edad Media. Bases arqueológicas, Pamplona, Gobierno de Navarra, 1988, 472 pp. ISBN  978-84-235-0815-0.[11]
- La moneda en Navarra, Panorama, 9, Institución Príncipe de Viana, 1987, 79 págs. (Segunda edición, corregida y aumentada, 104 páginas, 2002). ISBN 978-84-235-2211-8 En colaboración con Eloísa Ramírez Vaquero. ISBN 978-84-235-2211-8.[12]
- Olite, Gobierno de Navarra, 1989, Colección Panorama, número 12, en colaboración con E. Ramírez Vaquero,  ISBN 978-84-235-3209-4.
- Monasterios, Gobierno de Navarra, Pamplona, 1994, 64 págs. ISBN 978-84-235-1265-2.[13]
- La Catedral de Pamplona, 2 volúmenes, Caja de Ahorros de Navarra, Pamplona, 1994 (Coordinación y Dirección Literaria).
- Historia de Navarra. I. Antigüedad y Alta Edad Media, Pamplona, Gobierno de Navarra, Departamento de Presidencia, 1995, 158 pp., en colaboración con Luis Javier Fortún,  ISBN  978-84-235-1203-4
- Palacio Real de Olite. Sede de un Reino, Edilesa, 71, León, 2003, 64 págs.
- Santiago en Navarra. Imagen, Memoria y patrimonio, Gobierno de Navarra, Pamplona, 2011. 285 págs.
- Uvas, parras y vino en el Patrimonio cultural de Navarra, Cátedra de Patrimonio y Arte Navarro de la Universidad de Navarra, con el patrocinio del Gobierno foral, 116 p. pamplona, 2022.[14]

Fue jefa de Redacción, además de autora de 628 voces y redactora gráfica de los 11 volúmenes de la Gran Enciclopedia Navarra, editado por Caja de Ahorros de Navarra, Pamplona, 1990.